# Miasino
Miasino – miejscowość i gmina we Włoszech, w regionie Piemont, w prowincji Novara.
Według danych na rok 2004 gminę zamieszkiwały 953 osoby, 190,6 os./km².